# Joseph John Gurney
Joseph John Gurney (2 août 1788 - 4 janvier 1847) est banquier à Norwich, en Angleterre et membre de la famille Gurney de cette ville. Il devient ministre évangélique de la Société religieuse des amis (Quakers), dont les opinions et les actions conduisent finalement à un schisme parmi les Quakers américains.

## Biographie
Gurney est né à Earlham Hall près de Norwich (qui fait maintenant partie de l'Université d'East Anglia), le dixième enfant de John Gurney (1749-1809) de la Gurney's Bank. Il est le frère de Samuel Gurney, d'Elizabeth Fry, réformatrice pénitentiaire et sociale, et de Louisa Gurney Hoare, écrivain sur l'éducation, et aussi le beau-frère - par l'intermédiaire de sa sœur la militante Hannah Buxton, de Thomas Fowell Buxton, qui est aussi un militant anti-esclavagiste . Il est éduqué par un tuteur privé à Oxford, les membres de groupes religieux non conformistes n'étant pas autorisés à s'inscrire à son époque dans les universités anglaises.
En 1817, Gurney rejoint sa sœur Elizabeth Fry dans sa tentative de mettre fin à la peine capitale et d'instituer des améliorations dans les prisons. Ils parlent avec plusieurs membres du Parlement mais n'ont que peu de succès.
En 1818, Gurney est un ministre quaker enregistré. Cela signifie qu'il est noté comme une personne douée par Dieu pour la prédication et l'enseignement, mais les Quakers n'ont alors ni explicitement désigné des individus pour jouer un rôle important dans leur culte, ni soutenu financièrement ses ministres à moins que leurs voyages dans ce rôle n'aient autrement été irréalisables.
Finalement, Robert Peel, le ministre de l'Intérieur, s'intéresse à la réforme des prisons et introduit le Gaols Act 1823, qui prévoit de payer des salaires aux gardiens (plutôt que d'être soutenus par les prisonniers eux-mêmes) et de mettre des gardiennes responsables des prisonnières. Il interdit également l'utilisation de fers ou de menottes.
Gurney et Fry visitent des prisons dans toute la Grande-Bretagne pour recueillir des preuves des conditions horribles qui y règnent afin de les présenter au Parlement. Ils publient leurs découvertes dans un livre intitulé Prisons in Scotland and the North of England.
Gurney fait campagne contre l'esclavage lors de voyages en Amérique du Nord et aux Antilles de 1837 à 1840. Il promeut la croyance des Amis en la paix mondiale en Irlande, en Écosse, aux Pays-Bas, en Belgique, en Allemagne et au Danemark. Il continue également à promouvoir l'abolition de la peine capitale.
Gurney préconise également l'abstinence totale d'alcool. Il écrit un tract sur le sujet intitulé Water Is Best .
Alors que Gurney prêche aux États-Unis, il provoque une controverse qui aboutit à une scission parmi les Quakers. Il est préoccupé par le fait que les Amis ont si bien accepté les idées de la lumière intérieure et du Christ en tant que Parole de Dieu qu'ils ne considèrent plus le texte réel de la Bible et du Christ du Nouveau Testament suffisamment important. Il souligne également la croyance protestante traditionnelle selon laquelle le salut passe par la foi en Christ. Ceux qui se rangent du côté de lui sont appelés Gurneyites. Ceux qui se rangent du côté de John Wilbur, son adversaire, sont appelés Wilburites.
Gurney est l'un des premiers soutiens du Earlham College à Richmond, dans l'Indiana et le collège est nommé d'après sa maison familiale, Earlham Hall, en l'honneur de son soutien et de ses encouragements.

## Œuvres
- Notes sur une visite faite dans certaines prisons d'Ecosse et du nord de l'Angleterre en compagnie d'Elizabeth Fry ; avec quelques observations générales au sujet de la discipline carcérale (1819)
- Observations sur les particularités de la Société religieuse des Amis (1824)
- Essais sur les preuves, les doctrines et les opérations pratiques du christianisme (1825)
- Histoire, autorité et usage du sabbat, (1831)
- Le caractère moral de Jésus-Christ (1832)
- Un hiver aux Antilles (1840)
- La religion et le Nouveau Testament (1843)